# Flabellinia
Flabellinia es una subclase de protistas del filo Amoebozoa. Incluye amebas aplanadas, por lo general en forma de abanico, discoide o triangular irregular, nunca con subseudopodia puntiaguda. Las células carecen de centrosomas.